# Canton d'Ouangani
Le canton d'Ouangani est une division administrative française située dans le département de Mayotte et la région Mayotte.

## Histoire
Le décret du 18 mai 1977 crée les communes mahoraises et associe à chaque commune un canton.

## Représentation

### Représentation avant 2015
| Période                                  | Période | Identité         | Étiquette | Qualité                                       |
| ---------------------------------------- | ------- | ---------------- | --------- | --------------------------------------------- |
| 2004                                     | 2011    | Hadadi Andjilani | UMP       | Vice-président du conseil général (2008-2011) |
| 2011                                     | 2015    | Rastami Abdou    | SE        |                                               |
| Les données manquantes sont à compléter. |         |                  |           |                                               |

### Représentation depuis 2015
| Période élective | Période élective | Mandat | Mandat   | Identité                     | Nuance | Nuance | Qualité |
| ---------------- | ---------------- | ------ | -------- | ---------------------------- | ------ | ------ | --- |
| 2015             | 2021             | 2015   | 2021     | Soibahadine Ibrahim Ramadani |        | LR     | Chargé de mission auprès du vice-recteur de Mayotte Président du conseil départemental (2015-2021) Sénateur (2004-2011) |
| 2015             | 2021             | 2015   | 2021     | Moinécha Soumaïla            |        | LR     | Gérante d'un commerce de vêtements pour enfants à Tsararano                                                             |
| 2021             | 2028             | 2021   | en cours | Saindou Attoumani            |        | DVD    | Chef d'entreprise à Ouangani                                                                                            |
| 2021             | 2028             | 2021   | en cours | Bibi Chanfi                  |        | DVD    | 5e vice-présidente, Chargée du Développement économique et Coopération décentralisée                                    |

À l'issue du 1er tour des élections départementales de 2015, deux binômes sont en ballotage : Soibahadine Ibrahim Ramadani et Moinécha Soumaïla (UMP, 47,10 %) et Allaoui Bacar et Binti Madi Assani (Divers, 25,14 %). Le taux de participation est de 65,67 % (4 833 votants sur 7 360 inscrits) contre 62,64 % au niveau départemental et 50,17 % au niveau national.
Au second tour, Soibahadine Ibrahim Ramadani et Moinécha Soumaïla (UMP) sont élus avec 54,06 % des suffrages exprimés et un taux de participation de 69,86 % (2 675 voix pour 5 152 votants et 7 375 inscrits).

## Composition

### Composition avant 2015

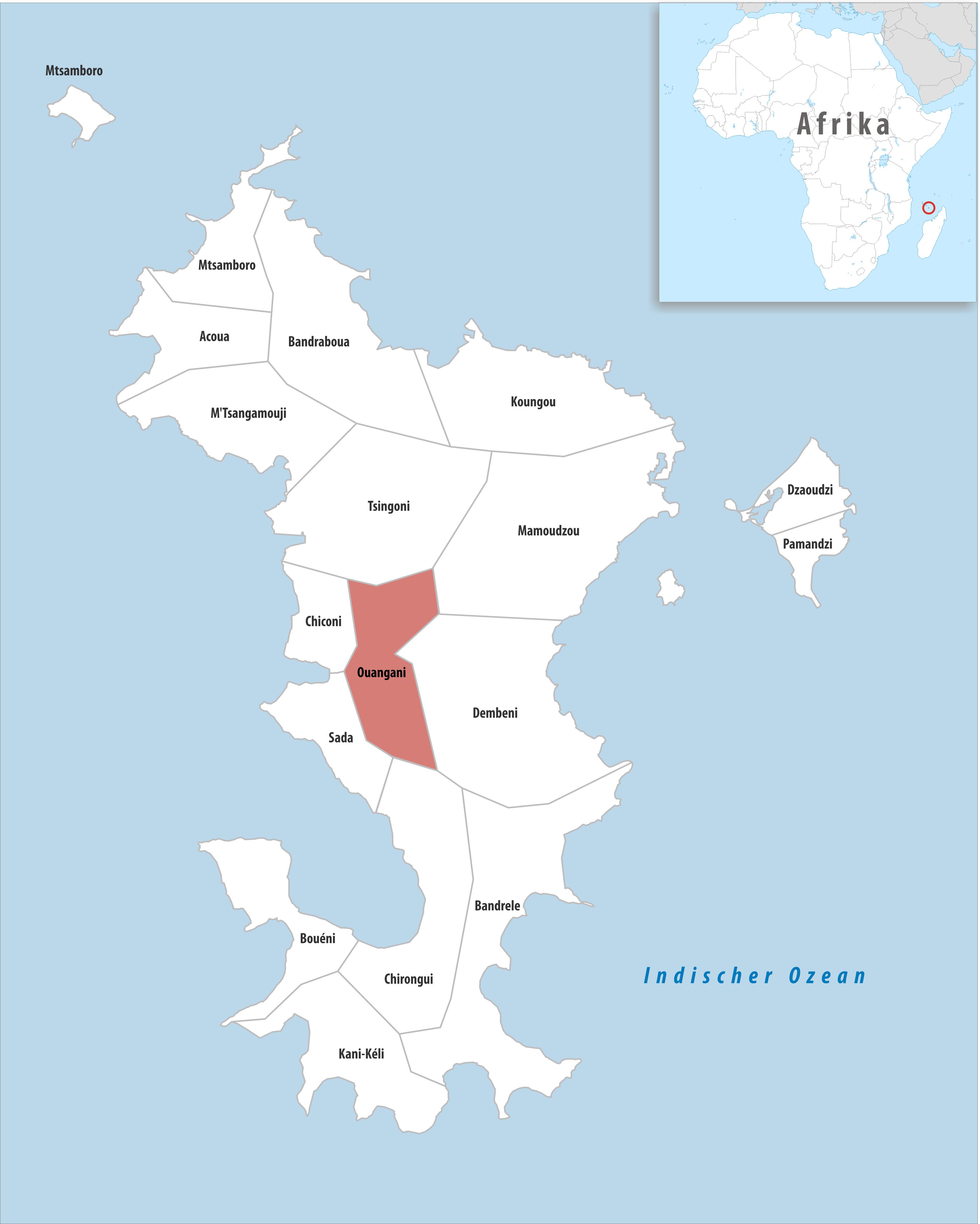
Localisation de la commune d'Ouangani, formant canton avant 2015.

Le canton était composé de l'unique commune d'Ouangani.

### Composition depuis 2015
À la suite de la loi du 17 mai 2013, un nouveau découpage cantonal est mis en place à Mayotte. Le canton de Chiconi et celui d'Ouangani fusionnent pour former une seule entité qui se nomme le canton d'Ouangani. Ce dernier découpage est composé des communes de Chiconi et d'Ouangani.

## Démographie

### Démographie avant 2015
| 2002  | 2007  | 2012  |
| ----- | ----- | ----- |
| 5 569 | 6 577 | 9 834 |

### Démographie depuis 2015
En 2017, le canton comptait 18 498 habitants.
| 2017   |
| ------ |
| 18 498 |